# Shadows on the Vatican
Shadows on the Vatican è un videogioco a episodi pubblicato a partire dal 2012, ispirato a eventi realmente accaduti e liberamente tratto dal romanzo best seller In nome di Dio (In God's Name) di David Yallop.

## Trama
Ispirata a vicende di cronaca, la storia è ambientata a Roma.

### Atto I: Avarizia (Act I: Greed)
James Murphy (doppiato dall'attore Peppino Mazzotta) è un ex sacerdote cattolico, che ha deciso di spogliarsi dell'abito talare dopo i rimorsi di coscienza per il rapimento in circostanze misteriose del suo mentore, il vescovo Dellerio, con il quale si era recato in missione in un villaggio africano pochi mesi prima; l'inspiegabile disinteressamento del Vaticano alla ricerca del vescovo sparito ha contribuito a far maturare in James un senso di sfiducia e talvolta di disprezzo nei confronti degli alti papaveri della Santa Sede. È così tornato negli Stati Uniti per completare gli studi in medicina e poter servire a suo modo il Signore.

Tornato a Roma da Chicago, dove esercita la sua nuova professione di medico, l'ex prete risponde alla misteriosa richiesta di aiuto del suo vecchio amico Cristoforo Ardemagni. La scomparsa di una valigetta contenente documenti compromettenti convince James che il suo amico si sia imbattuto in qualcosa di pericoloso. Il coinvolgimento del Vaticano e alcuni strani parallelismi con il suo traumatico passato, spingono James ad andare fino in fondo alla faccenda. Ad accompagnare James lungo una strada irta di pericoli e inquietanti scoperte ci sarà la misteriosa Silvia, che metterà in crisi più volte le sue più profonde convinzioni.

### Atto II: Ira (Act II: Wrath)
Quando Silvia si trova braccata dai mandanti dell'assassinio che avrebbe dovuto compiere, sa perfettamente che l'unica opzione possibile è quella di affrontarli a viso aperto. Nel cuore della malavita locale scoprirà un gioco di poteri nel quale tutti recitano la parte di pedine sacrificabili. James e Silvia si trovano così costretti ad un'alleanza forzata ed entrambi dovranno venire a patti con i propri limiti per dissipare le nebbie del Vaticano.

### Nightingale
Prequel di Atto I, racconta una storia indipendente, ma con diversi legami con la serie e un importante personaggio in comune. Contrariamente agli altri episodi, si tratta di un racconto interattivo a bivi. La descrizione:

"Scrivendo su un blog e usando la sua oscura abilità, la misteriosa Nightingale ha salvato per anni persone in pericolo. Oggi è obbligata a cancellare ogni traccia della sua attività, e il killer che la costringe a farlo è proprio una delle persone che ha aiutato..."

## Sviluppo
- Sceneggiatura: Giandomenico Maglione, Carmine Fele, Cristiano Caliendo
- Produzione: Carlo De Rensis
- Direzione artistica: Lorenzo Ruggiero
- Sequenze animate: Daniela Di Matteo
- Musiche: Simone Cicconi